# The Rolling Stones: Voodoo Lounge Live
Voodoo Lounge Live è un film concerto del gruppo rock britannico The Rolling Stones relativo al concerto tenutosi al Joe Robbie Stadium a Miami del Voodoo Lounge Tour. Fu diretto da David Mallet.

## Produzione e riedizione del 2018
Il film è stato girato durante il concerto di Miami del Voodoo Lounge Tour del 1994 e ha visto le partecipazioni di Sheryl Crow, Bo Diddley e Robert Cray.
Il lungometraggio è stato trasmesso in uno speciale TV ma questo non ha al suo interno tutti i brani suonati al concerto.
Nel 2018 è uscita una riedizione rimasterizzata dell'opera, però, con la setlist completa del concerto ed, in più, sono presenti anche dei filmati inediti registrati durante la data del tour tenutosi allo Giants Stadium.

## Tracce
1. Not Fade Away – 2:21 (Buddy Holly, Norman Petty)
2. Tumbling Dice – 3:45 (Mick Jagger, Keith Richards)
3. You Got Me Rocking – 3:37 (Mick Jagger, Keith Richards)
4. Rocks Off – 4:32 (Mick Jagger, Keith Richards)
5. Sparks Will Fly – 3:15 (Mick Jagger, Keith Richards)
6. Live With Me – 3:33 (Mick Jagger, Keith Richards)
7. (I can't get no) Satisfaction – 3:42 (Mick Jagger, Keith Richards)
8. Beast of Burden – 4:25 (Mick Jagger, Keith Richards)
9. Angie – 4:33 (Mick Jagger, Keith Richards)
10. Dead Flowers – 4:12 (Mick Jagger, Keith Richards)
11. Sweet Virginia – 4:27 (Mick Jagger, Keith Richards)
12. Doo Doo Doo Doo Doo (Heartbreaker) – 3:26 (Mick Jagger, Keith Richards)
13. It's all over now – 3:29 (Bobby Womack, Shirley Womack)
14. Stop Breaking Down – 4:34 (Robert Johnson)
15. Who Do You Love – 4:19 (Bo Diddley)
16. I Go Wild – 4:24 (Mick Jagger, Keith Richards)
17. Miss You – 4:48 (Mick Jagger, Keith Richards)
18. Honky Tonk Women – 3:02 (Mick Jagger, Keith Richards)
19. Before They Make Me Run – 3:24 (Mick Jagger, Keith Richards)
20. The Worst – 2:24 (Mick Jagger, Keith Richards)
21. Sympathy for the Devil – 5:35 (Mick Jagger, Keith Richards)
22. Monkey Man – 4:11 (Mick Jagger, Keith Richards)
23. Street Fighting Man – 3:43 (Mick Jagger, Keith Richards)
24. Start Me Up – 3:54 (Mick Jagger, Keith Richards)
25. It's Only Rock'n Roll (But I Like It) – 5:07 (Mick Jagger, Keith Richards)
26. Brown Sugar – 4:06 (Mick Jagger, Keith Richards)
27. Jumpin' Jack Flash – 3:42 (Mick Jagger, Keith Richards)

### Tracce Bonus
1. Shattered – 3:46 (Mick Jagger, Keith Richards)
2. Out Of Tears – 5:27 (Mick Jagger, Keith Richards)
3. All Down The Line – 3:49 (Mick Jagger, Keith Richards)
4. I Can’t Get Next To You – 2:51 (Norman Whitfield, Barrett Strong)
5. Happy – 3:05 (Mick Jagger, Keith Richards)

## Formazione
The Rolling Stones
- Mick Jagger – voce solista, chitarra
- Keith Richards – chitarra, voce
- Ronnie Wood – chitarra
- Charlie Watts – batteria

Musicisti aggiuntivi
- Darryl Jones – basso
- Chuck Leavell – tastiera
- The New West Horns: Andy Snitzer, Michael Davis, Kent Smith  – Ottoni
- Bobby Keys – sax
- Bernard Fowler – cori, percussioni
- Lisa Fischer – cori

Ospiti Speciali
- Robert Cray - voce, chitarra
- Bo Diddley - voce, chitarra
- Sheryl Crow - voce